# UEFA Nations League 2018-2019 - Lega D
Questa voce raccoglie un approfondimento sulle gare della Lega D dell'UEFA Nations League 2018-2019. La fase a gironi della Lega D si è disputata tra il 6 settembre e il 20 novembre 2018.

## Formato
La Lega D è formata dalle peggiori 16 squadre del ranking UEFA classificate dal quarantesimo e cinquantacinquesimo posto, divise in quattro gruppi da quattro squadre. Le prime due squadre classificate di ogni gruppo avanzano nella Lega C della UEFA Nations League 2020-2021, insieme alla terza migliore classificata tra i quattro gruppi.

## Squadre partecipanti
Le squadre sono state assegnate alla Lega C in base al coefficiente UEFA dopo il sorteggio per il turno di spareggio delle qualificazioni al campionato mondiale di calcio 2018 per la zona UEFA tenutosi l'11 ottobre 2017. Le squadre erano inserire in quattro urne (tre urne composte da quattro squadre e un'urna composta da tre) ordinate in base al loro coefficiente. Le urne per il sorteggio sono state annunciate il 7 dicembre 2017.
| Squadra            | Coeff  | Rank |
| ------------------ | ------ | ---- |
| Azerbaigian        | 17.761 | 40   |
| Macedonia del Nord | 17.071 | 41   |
| Bielorussia        | 16.868 | 42   |
| Georgia            | 16.523 | 43   |

| Squadra     | Coeff  | Rank |
| ----------- | ------ | ---- |
| Armenia     | 15.846 | 44   |
| Lettonia    | 15.821 | 45   |
| Fær Øer     | 15.490 | 46   |
| Lussemburgo | 14.231 | 47   |

| Squadra       | Coeff  | Rank |
| ------------- | ------ | ---- |
| Kazakistan    | 13.431 | 48   |
| Moldavia      | 13.130 | 49   |
| Liechtenstein | 10.950 | 50   |
| Malta         | 10.870 | 51   |

| Squadra    | Coeff  | Rank |
| ---------- | ------ | ---- |
| Andorra    | 10,240 | 52   |
| Kosovo     | 9.950  | 53   |
| San Marino | 8.190  | 54   |
| Gibilterra | 7.550  | 55   |

Il sorteggio per la fase a gironi si è svolto il 24 gennaio 2018 alle ore 12:00 CET a Losanna, in Svizzera. Il programma della fase a gironi è stato confermato dalla UEFA dopo il sorteggio.

## Gruppo 1

### Classifica
| Pos | Squadra    | Pt | G | V | N | P | GF | GS | DG  |
| --- | ---------- | -- | - | - | - | - | -- | -- | --- |
| 1.  | Georgia    | 16 | 6 | 5 | 1 | 0 | 12 | 2  | +10 |
| 2.  | Kazakistan | 6  | 6 | 1 | 3 | 2 | 8  | 7  | +1  |
| 3.  | Lettonia   | 4  | 6 | 0 | 4 | 2 | 2  | 6  | -4  |
| 4.  | Andorra    | 4  | 6 | 0 | 4 | 2 | 2  | 9  | -7  |

Nota:
Kazakistan promosso d'ufficio in Lega C della UEFA Nations League 2020-2021 per via della riforma della competizione in vigore a partire dalla stagione successiva.

### Risultati
| Arbitro: | Halil Umut Meler |

|  |           |                                  |
|  | Marcatori | 69’ Chakvetadze 74’ (aut.) Malyj |

| Riga 6 settembre 2018, ore 20:45 UTC+2 | Lettonia      | 0 – 0 referto | Andorra | Skonto stadions (4 803 spett.)\| Arbitro: \| Keith Kennedy \| |
| Arbitro:                               | Keith Kennedy |               |         |                                                               |

| Arbitro: | Anastásios Papapétrou |

|                        |           |  |
| Okriashvili 77’ (rig.) | Marcatori |  |

| Arbitro: | Vilhjálmur Alvar Þórarinsson |

|           |           |                |
| Aláez 86’ | Marcatori | 68’ Logvïnenko |

| Arbitro: | Leontios Trattou |

|                                       |           |  |
| Q'azaishvili 33’, 84’ K'ank'ava 90+5’ | Marcatori |  |

| Arbitro: | Harald Lechner |

|                |           |                 |
| Karašausks 40’ | Marcatori | 16’ Zaınýtdınov |

| Arbitro: | Serhij Bojko |

|                                                           |           |  |
| Seýdaxmet 21’ Turysbek 39’ Gómes 61’ (aut.) Mýrtazaev 74’ | Marcatori |  |

| Arbitro: | Petr Ardeleanu |

|  |           |                                         |
|  | Marcatori | 8’ K'ank'ava 29’ Gvilia 61’ Chakvetadze |

| Arbitro: | Jens Grabski Maae |

|                |           |            |
| Swyumbayev 37’ | Marcatori | 49’ Rakeļs |

| Arbitro: | Radu Marian Petrescu |

|              |           |                |
| Martínez 63’ | Marcatori | 9’ Chakvetadze |

| Andorra La Vella 19 novembre 2018, ore 18:00 UTC+1 | Andorra          | 0 – 0 referto | Lettonia | Estadi Nacional (1 021 spett.)\| Arbitro: \| Halil Umut Meler \| |
| Arbitro:                                           | Halil Umut Meler |               |          |                                                                  |

| Arbitro: | Tiago Martins |

|                                  |           |               |
| Merebashvili 59’ Chakvetadze 84’ | Marcatori | 90’ Omirtayev |

## Gruppo 2

### Classifica
| Pos | Squadra     | Pt | G | V | N | P | GF | GS | DG  |
| --- | ----------- | -- | - | - | - | - | -- | -- | --- |
| 1.  | Bielorussia | 14 | 6 | 4 | 2 | 0 | 10 | 0  | +10 |
| 2.  | Lussemburgo | 10 | 6 | 3 | 1 | 2 | 11 | 4  | +7  |
| 3.  | Moldavia    | 9  | 6 | 2 | 3 | 1 | 4  | 5  | -1  |
| 4.  | San Marino  | 0  | 6 | 0 | 0 | 6 | 0  | 16 | -16 |

Nota:
Lussemburgo e Moldavia promossi d'ufficio in Lega C della UEFA Nations League 2020-2021 per via della riforma della competizione in vigore a partire dalla stagione successiva.

### Risultati
| Arbitro: | Sandro Schärer |

|                                                             |           |  |
| Stasevič 4’ Drahun 26’, 87’ Saroka 67’ (rig.) Kavalëŭ 90+1’ | Marcatori |  |

| Arbitro: | Robert Harvey |

|                                                |           |  |
| Malget 34’ O. Thill 60’ Sinani 75’ Martins 83’ | Marcatori |  |

| Arbitro: | Filip Glova |

|  |           |                                    |
|  | Marcatori | 9’ Chanot 45+1’ Joachim 52’ Sinani |

| Chișinău 11 settembre 2018, ore 20:45 UTC+2 | Moldavia    | 0 – 0 referto | Bielorussia | Stadio Zimbru (4 942 spett.)\| Arbitro: \| Mario Zebec \| |
| Arbitro:                                    | Mario Zebec |               |             |                                                           |

| Arbitro: | Ali Palabıyık |

|            |           |  |
| Saroka 43’ | Marcatori |  |

| Arbitro: | Bryn Markham-Jones |

|                  |           |  |
| Ginsari 31’, 67’ | Marcatori |  |

| Minsk 15 ottobre 2018, ore 20:45 UTC+2 | Bielorussia  | 0 – 0 referto | Moldavia | Dinamo Stadium (10 870 spett.)\| Arbitro: \| Kevin Clancy \| |
| Arbitro:                               | Kevin Clancy |               |          |                                                              |

| Arbitro: | Aleksandrs Golubevs |

|                                |           |  |
| Turpel 4’ Sinani 65’ Thill 73’ | Marcatori |  |

| Arbitro: | Geórgios Komínis |

|  |           |              |
|  | Marcatori | 78’ Damașcan |

| Arbitro: | Serdar Gözübüyük |

|  |           |                 |
|  | Marcatori | 37’, 54’ Drahun |

| Arbitro: | Giorgi Kruashvili |

|  |           |                      |
|  | Marcatori | 8’ Drahun 52’ Saroka |

| Arbitro: | Adrien Jaccottet |

|                    |           |           |
| Gînsari 58’ (rig.) | Marcatori | 70’ Bensi |

## Gruppo 3

### Classifica
| Pos | Squadra     | Pt | G | V | N | P | GF | GS | DG  |
| --- | ----------- | -- | - | - | - | - | -- | -- | --- |
| 1.  | Kosovo      | 14 | 6 | 4 | 2 | 0 | 15 | 2  | +13 |
| 2.  | Azerbaigian | 9  | 6 | 2 | 3 | 1 | 7  | 6  | +1  |
| 3.  | Fær Øer     | 5  | 6 | 1 | 2 | 3 | 5  | 10 | -5  |
| 4.  | Malta       | 3  | 6 | 0 | 3 | 3 | 5  | 14 | -9  |

Nota:
Azerbaigian promosso d'ufficio in Lega C della UEFA Nations League 2020-2021 per via della riforma della competizione in vigore a partire dalla stagione successiva.

### Risultati
| Baku 7 settembre 2018, ore 18:00 UTC+2 | Azerbaigian       | 0 – 0 referto | Kosovo | Stadio olimpico di Baku (19 500 spett.)\| Arbitro: \| Ola Hobber Nilsen \| |
| Arbitro:                               | Ola Hobber Nilsen |               |        |                                                                            |

| Arbitro: | Ville Nevalainen |

|                                        |           |            |
| Edmundsson 31’ Joensen 38’ Hansson 52’ | Marcatori | 42’ Mifsud |

| Arbitro: | Bart Vertenten |

|                      |           |  |
| Zeneli 50’ Nuhiu 55’ | Marcatori |  |

| Arbitro: | Nikola Dabanović |

|                  |           |               |
| Agius 10’ (rig.) | Marcatori | 26’ Xəlilzadə |

| Arbitro: | Aleksey Eskov |

|  |           |                                      |
|  | Marcatori | 28’, 86’ (rig.) Oliveira 67’ Nazarov |

| Arbitro: | Tamás Bognár |

|                             |           |           |
| Kololli 30’, 81’ Muriqi 68’ | Marcatori | 51’ Agius |

| Arbitro: | Ivan Bebek |

|                |           |            |
| Abdullayev 53’ | Marcatori | 37’ Muscat |

| Arbitro: | Miroslav Zelinka |

|             |           |            |
| Joensen 50’ | Marcatori | 9’ Rashica |

| Arbitro: | Dimítris Masiás |

|                         |           |  |
| Nazarov 18’ Mədətov 28’ | Marcatori |  |

| Arbitro: | Bartosz Frankowski |

|  |           |                                                     |
|  | Marcatori | 15’ Muriqi 70’ Kololli 78’, 80’ Avdijaj 86’ Rashica |

| Arbitro: | Benoît Millot |

|                                  |           |  |
| Zeneli 2’, 50’, 76’ Rrahmani 61’ | Marcatori |  |

| Arbitro: | Vitali Meshkov |

|             |           |            |
| Corbalan 4’ | Marcatori | 3’ Joensen |

## Gruppo 4

### Classifica
| Pos | Squadra       | Pt | G | V | N | P | GF | GS | DG  |
| --- | ------------- | -- | - | - | - | - | -- | -- | --- |
| 1.  | Macedonia     | 15 | 6 | 5 | 0 | 1 | 14 | 5  | +9  |
| 2.  | Armenia       | 10 | 6 | 3 | 1 | 2 | 14 | 8  | +6  |
| 3.  | Gibilterra    | 6  | 6 | 2 | 0 | 4 | 5  | 15 | -10 |
| 4.  | Liechtenstein | 4  | 6 | 1 | 1 | 4 | 7  | 12 | -5  |

Nota:
Armenia promossa d'ufficio in Lega C della UEFA Nations League 2020-2021 per via della riforma della competizione in vigore a partire dalla stagione successiva.

### Risultati
| Arbitro: | Enea Jorgji |

|                             |           |               |
| Pizzelli 30’ Barseghyan 76’ | Marcatori | 33’ Wolfinger |

| Arbitro: | Jens Grabski Maae |

|  |           |                            |
|  | Marcatori | 19’ Tričkovski 35’ Alioski |

| Arbitro: | Manuel Schüttengruber |

|                               |           |  |
| Alioski 14’ (rig.) Pandev 59’ | Marcatori |  |

| Arbitro: | Alan Mario Sant |

|                          |           |  |
| Salanović 32’ Wieser 72’ | Marcatori |  |

| Arbitro: | Fedayi San |

|  |           |                      |
|  | Marcatori | 50’ (rig.) Chipolina |

| Arbitro: | Roi Reinshreiber |

|                                            |           |            |
| Trajkovski 10’, 30’ Pandev 36’ Alioski 67’ | Marcatori | 37’ Yildiz |

| Arbitro: | Martin Strömbergsson |

|                                                          |           |  |
| Pizzelli 12’ Movsisyan 67’ Ġazaryan 81’ Mkhitaryan 90+4’ | Marcatori |  |

| Arbitro: | Vasílis Dimitríou |

|                           |           |               |
| Cabrera 61’ Chipolina 66’ | Marcatori | 15’ Salanović |

| Arbitro: | Petr Ardeleanu |

|  |           |                              |
|  | Marcatori | 53’ Bardhi 90+1’ Nestorovski |

| Arbitro: | Kai Erik Steen |

|                           |           |                                                              |
| De Barr 10’ Priestley 78’ | Marcatori | 27’, 48’, 52’, 54’ Movsisyan 66’ Kartashyan 90+4’ Karapetyan |

| Arbitro: | Alain Durieux |

|                       |           |                           |
| Büchel 44’ Hasler 47’ | Marcatori | 9’ Adamyan 85’ Karapetian |

| Arbitro: | Daniyar Sakhi |

|                                                  |           |  |
| Bardhi 27’ Nestorovski 67’, 80’ Trajkovski 90+2’ | Marcatori |  |

## Statistiche

### Classifica marcatori
5 reti
- Yura Movsisyan

- Stanislaŭ Drahun

4 reti
- Giorgi Chakvetadze

- Arbër Zeneli

3 reti
- Anton Saroka
- René Joensen
- Benjamin Kololli

- Danel Sinani
- Ezgjan Alioski
- Ilija Nestorovski

- Aleksandar Trajkovski
- Radu Gînsari

2 reti
- Aleksandre Karapetian
- Marcos Pizzelli
- Richard Almeida de Oliveira
- Dimitrij Nazarov
- Jaba K'ank'ava

- Valeri Q'azaishvili
- Joseph Chipolina
- Donis Avdijaj
- Vedat Muriqi
- Milot Rashica

- Dennis Salanović
- Enis Bardhi
- Goran Pandev
- Andrei Agius

1 rete
- Jordi Aláez
- Cristian Martínez Alejo
- Sargis Adamyan
- Tigran Barseghyan
- Gevorg Ghazaryan
- Artur Kartashyan
- Henrikh Mkhitaryan
- Araz Abdullayev
- Təmkin Xəlilzadə
- Mahir Madatov
- Juryj Kavalëŭ
- Ihar Stasevich
- Jóan Símun Edmundsson
- Hallur Hansson
- Valerian Gvilia
- Giorgi Merebashvili
- Tornike Okriashvili

- George Cabrera
- Tjay De Barr
- Adam Priestley
- Yurïý Logvïnenko
- Roman Mýrtazaev
- Oralkhan Omirtayev
- Yerkebulan Seydakhmet
- Gafurzhan Suyumbayev
- Bauyrzhan Turysbek
- Baqtııaar Zaınýtdınov
- Atdhe Nuhiu
- Amir Rrahmani
- Artūrs Karašausks
- Deniss Rakeļs
- Marcel Büchel
- Nicolas Hasler
- Sandro Wieser

- Sandro Wolfinger
- Seyhan Yildiz
- Stefano Bensi
- Maxime Chanot
- Aurélien Joachim
- Kevin Malget
- Christopher Martins Pereira
- Olivier Thill
- Vincent Thill
- David Turpel
- Ivan Trichkovski
- Juan Carlos Corbalan
- Michael Mifsud
- Rowen Muscat
- Vitalie Damașcan

Autoreti
- Josep Gómes (1, pro  Kazakistan)

- Serhiy Malyi (1, pro  Georgia)